# Head of the Deceiver
Head of the Deceiver es un álbum de la banda de power metal alemana Wizard. Fue estrenada en el año 2001.

## Lista de canciones
1. "Evitum Okol" - 0:59
2. "Magic Potion" - 4:24
3. "Head of the Deceiver" - 4:50
4. "Collective Mind" - 4:42
5. "Defenders of Metal" - 4:32
6. "Calm of the Storm" - 5:04
7. "Demon Witches" - 4:41
8. "Iron War" - 3:22
9. "The First One" - 4:43
10. "Revenge" - 3:42
11. "True Metal" - 6:41

## Formación
- Sven D'Anna (vocales)
- Michael Maass (guitarra)
- Volker Leson (bajo)
- Sören van Heek (batería)